# Imiterite
L'imiterite è un minerale.